# Loui Eriksson
Loui Eriksson (Göteborg, 1985. július 17. –) svéd profi jégkorongozó, aki jelenleg a National Hockey League-ben szereplő Boston Bruins csapatának a tagja.

## Karrierje
Komolyabb junior karrierjét a svéd Västra Frölunda HC junior tagozatában kezdte 2000-ben. 2003-ig játszott a korosztályos juniorok között. 2003–2004-ben bemutatkozott a svéd legfelső ligában. A 2003-as NHL-drafton a Dallas Stars választotta ki őt a második kör 33. helyén. 2004–2005-ben még két mérkőzést játszott a juniorok között a Västra csapatában majd a többi időt már a felnőttek között töltötte. 2005–2006-ban már a tengeren túli American Hockey League-es Iowa Starsban játszott. A következő szezonban már bemutatkozott az National Hockey League-ben a Dallas Starsban de még 15 mérkőzés erejéig lekerült az iowai csapatba. 2007–2008-ban már csak kettő mérkőzést játszott az AHL-ben a többit az NHL-ben töltötte. A következő idényben már 36 gólt ütött a Dallas színeiben. A 2009–2010-es szezon volt az eddigi legjobb éve amikor 71 pontot szerzett de ez is kevés volt ahhoz, hogy a Dallas bejusson a rájátszásba. A 2010–2011-es szezonban élete legjobb szezonját teljesítette 73 ponttal és mindössze 8 percet szabálytalankodott, de a Dallas Stars ebben az évben sem jutott be a rájátszásba. Jó játékának köszönhetően meghívást kapott a 2011-es All-Star Gálára, amin 1 gólt ütött és 2 gólpasszt adott. A 2011–2012-es szezonja ismét nagyszerűen sikerült: a csapaton belül 71 pontjával 8 ponttal megelőzte a második helyen végzett Mike Ribeirót. Ennek ellenére a Dallas Stars ismét nem jutott be a rájátszásba. A következő bajnoki idény lockouttal kezdődött, vagyis a játékosok szervezete és a tulajdonosok nem tudtak megegyezni a bérvitában, és a szezon majdnem elmaradt, de az utolsó pillanatban egyezségre jutottak, így a szezon 2013. januárjában elkezdődhetett. Amíg tartott a lockout, addig a svájci ligában, a HC Davosban játszott és amikor újra indult a bajnokság, visszatért Dallasba. Csak 48 mérkőzésből állt a bajnokság abban az évben és a Stars már egymás után 5. alkalommal nem jutott be a rájátszásba. 2013. július 4-én a Boston Bruins egy nagy játékos csere keretében megszerezte őt és Joseph Morrowt, Reilly Smith-et és Matt Frasert, a Stars pedig megkapta Tyler Seguint, Rich Peverleyt és Ryan Buttont. Az első Bostonban töltött szezonjában 61 mérkőzést játszott és 37 pontot szerzett, de bejutottak a rájátszásba és a második körben estek ki. 2014–2015-ben ismét több mint 20 gólt ütött. A Bruins nem jutott be a rájátszásba hosszú idő után először.

## Nemzetközi szereplés
Első szereplése a válogatottban a 2003-as U18-as jégkorong-világbajnogság volt. Ezen a tornán az ötödik lett a svéd csapat. A következő évben már egy korosztállyal feljebb játszott a válogatottban, mert meghívták a 2004-es U20-as jégkorong-világbajnokságra, de a csapat nagyon gyengén szerepelt. A 2005-ös U20-as jégkorong-világbajnokságon is részt vett és a válogatott a hatodik helyen végzett. A legközelebbi nagy torna, amin képviselte hazáját a 2009-es IIHF jégkorong-világbajnokság volt. A bronzmérkőzésen 4–2-re verték az amerikai válogatottat. A 2010-es téli olimpián is játszhatott hazája színeiben, de a negyeddöntőben alul maradtak a szlovákokkal szemben, így hivatalosan az ötödikek lettek.

## Karrier statisztika
| 2003–2004 | Frölunda HC     | SEL | 46  | 8   | 5   | 13  | 4   | 10 | 1 | 5  | 6  | 0  |
| 2004–2005 | Frölunda HC     | SEL | 39  | 5   | 9   | 14  | 4   | 12 | 0 | 0  | 0  | 0  |
| 2005–2006 | Iowa Stars      | AHL | 78  | 31  | 29  | 60  | 27  | 7  | 2 | 5  | 7  | 0  |
| 2006–2007 | Iowa Stars      | AHL | 15  | 5   | 3   | 8   | 13  | 9  | 2 | 5  | 7  | 0  |
| 2006–2007 | Dallas Stars    | NHL | 59  | 6   | 13  | 19  | 18  | 4  | 0 | 1  | 1  | 0  |
| 2007–2008 | Dallas Stars    | NHL | 69  | 14  | 17  | 31  | 28  | 18 | 4 | 4  | 8  | 8  |
| 2007–2008 | Iowa Stars      | AHL | 2   | 1   | 2   | 3   | 2   | —  | — | —  | —  | —  |
| 2008–2009 | Dallas Stars    | NHL | 82  | 36  | 27  | 63  | 14  | —  | — | —  | —  | —  |
| 2009–2010 | Dallas Stars    | NHL | 82  | 29  | 42  | 71  | 26  | —  | — | —  | —  | —  |
| 2010–2011 | Dallas Stars    | NHL | 79  | 27  | 46  | 73  | 8   | —  | — | —  | —  | —  |
| 2011–2012 | Dallas Stars    | NHL | 82  | 26  | 45  | 71  | 12  | —  | — | —  | —  | —  |
| 2012–2013 | HC Davos        | NLA | 7   | 3   | 3   | 6   | 0   | —  | — | —  | —  | —  |
| 2012–2013 | Dallas Stars    | NHL | 48  | 12  | 17  | 29  | 8   | —  | — | —  | —  | —  |
| 2013–2014 | Boston Bruins   | NHL | 61  | 10  | 27  | 37  | 6   | 12 | 2 | 3  | 5  | 4  |
| 2014–2015 | Boston Bruins   | NHL | 81  | 22  | 25  | 47  | 14  | —  | — | —  | —  | —  |
|           | AHL Összesített |     | 95  | 37  | 34  | 71  | 42  | 16 | 4 | 10 | 14 | 0  |
|           | NHL Összesített |     | 643 | 182 | 259 | 441 | 134 | 34 | 6 | 8  | 14 | 12 |

## Díjai
- A svéd bajnokság Elitserien Év Újonca-díj (2004)
- Svéd bajnok (2005)
- RBK AHL a Hónap Legjobb Újonca (2005 március)
- Az Iowa Stars év újonca (2006)
- NHL All-Star Gála: 2011